# 薛孤站
薛孤站是京原线和韩原线上的铁路车站，位于山西省忻州市原平市西镇乡下薛孤村，建于1973年，目前为二等站。本站与北同蒲线梅家庄站间设有薛梅联络线，本站及上下行区段属非电气化区间。目前客运：办理旅客乘降；货运：办理整车货物发到；危险货物仅办理农药、化肥发到。